# Barichneumon quadriguttatus
Barichneumon quadriguttatus är en stekelart som först beskrevs av Johann Ludwig Christian Gravenhorst 1829.  Barichneumon quadriguttatus ingår i släktet Barichneumon och familjen brokparasitsteklar. Arten är reproducerande i Sverige. Inga underarter finns listade.